# Pseudolycopodiella affinis
Pseudolycopodiella affinis là một loài thực vật có mạch trong Họ Thạch tùng. Loài này được (Bory) Holub miêu tả khoa học đầu tiên năm 1985.